# La Mort de Napoléon
La Mort de Napoléon est un roman de Simon Leys publié en 1986. Traduit en plusieurs langues, la version anglaise, The Death of Napoleon, a reçu des prix littéraires en Angleterre et en Australie.

## Origine
La Mort de Napoléon est le seul roman de Simon Leys. Celui-ci écrit le roman en 1967, soit près de vingt ans avant sa publication en 1986. Simon Leys explique le choix du personnage Napoléon comme le fruit du hasard. En effet, pour éviter toute référence autobiographique il devait choisir un sujet avec lequel il ne pouvait pas avoir une quelconque accointance.

## Présentation
Un complot permet à Napoléon Ier de s'échapper de l'île Saint-Hélène alors qu'un double prend sa place dans l'île où il est prisonnier. L'empereur s'embarque alors sur un brick, le Hermann-Augustus Stoeffer, pour rejoindre Bordeaux en France. Sous le nom d'Eugène Lenormand, il endure la moquerie de l'équipage (ils se moquent du petit homme grassouillet et désespérément maladroit). Après son arrivée en France, il doit prendre contact avec l'énorme organisation secrète qui va le remettre au pouvoir. Mais alors le navire est détourné vers Anvers et quand Napoléon débarque, il est seul.
Seul et méconnu, et passant comme un simple touriste, Napoléon revisite Waterloo, embarqué par diligence pour Paris, il est détenu à la frontière pour non-paiement d'une note d'hôtel à Bruxelles, il est sauvé par un garde-frontière, resté fidèle à la cause napoléonienne, qui reconnaît le grand homme et lui donne une adresse à Paris d'autres fidèles durs. Dans la capitale, Napoléon va vivre avec une veuve, pauvre mais bonne, pour laquelle il déploie une brillante stratégie visant à développer son affaire de melon au détail, et secrètement être montré dans un asile d'aliénés (opéré par le «Dr Quinton») dans lequel tous les détenus se croient - mais bien sûr - être Napoléon. Un sort paradoxalement parallèle attend l'empereur, quand il révèle enfin à la veuve qui il est vraiment, elle le considère bien sûr poliment mais résolument; et - après avoir été pris sous une pluie torrentielle - il finit par sombrer dans une dernière maladie : la folie pittoresque de se croire Napoléon.

## Accueil critique
Pour l'Académie royale de langue et de littérature françaises de Belgique, la version en langue anglaise The Death of Napoleon « semble avoir trouvé sa forme la plus naturelle et sa langue véritablement maternelle, ce que confirment ses multiples rééditions anglaises, les prix littéraires qui lui ont été décernés en Angleterre et en Australie. Cette affinité avec la sensibilité anglo-saxonne, réelle et profonde, a fait de Simon Leys un écrivain de langue anglaise à part entière ».
La romancière irlandaise Edna O’Brien  indique dans le Sunday Times : « Je suis heureuse d'annoncer que La Mort de Napoléon de Simon Leys est d'une conception démoniaque - l'absurdité d'essayer de récupérer le temps ou la gloire - et est rédigé avec la grâce d'un poème ». Pour l'écrivaine britannique Penelope Fitzgerald, « cette histoire alternative ... est agréable et en même temps, comme toute rêverie, apporte une sensation de culpabilité. Mais La Mort de Napoléon est aussi une fable, et Simon Leys est un fabuliste expert ».

## Adaptations
- The Emperor's New Clothes (les Habits neufs de l’Empereur) est un film de 2001, adapté du roman de Simon Leys The Death of Napoleon (La Mort de Napoléon). Ce film a été réalisé par Alan Taylor avec comme principaux interprètes Ian Holm dans les rôles de Napoléon et d’Eugène Lenormand, un sosie de Napoléon, Iben Hjejle dans le rôle de Nicole Truchaut « la citrouille » et Tim McInnerny dans le rôle du Docteur Lambert. Le film réinvente les événements autour de l’exil de Napoléon Bonaparte sur l'île Saint-Hélène après la défaite de Waterloo[6].
- Napoleon Disrobed  est une pièce créée au théâtre Royal, à Plymouth, l'histoire comique alternative basée sur le roman de Simon Leys La Mort de Napoléon[7],[8].

## Publications
La Mort de Napoléon est traduit en plusieurs langues. Dans sa version anglaise The Death of Napoleon, plusieurs rééditions se sont succédé. L'ouvrage a reçu des prix littéraires en Angleterre et en Australie.
- La Mort de Napoléon, Paris, Herrmann, 1986, 117 p. (ISBN 978-2705660505)[9]
- (en) The Death of Napoleon, Paris, Macmillan, 1991, 144 p. (ISBN 978-0312421779)
- (nl) De dood van Napoleon, Kritak & Meulenhoff, 1988, 91 p. (ISBN 978-90-6303-253-1)[10]
- La muerte de Napoleón, Editorial Anagrama S.A., 1988.
- La morte di Napoleone, Irradiazioni, 2001[11].
- La Mort de Napoléon, avec une postface de Françoise Chatelain, Éditeur : Espace Nord, 2015.
- La muerte de Napoleón Traduction José Ramón Monreal. Acantilado. Barcelona, 2018. 152 páginas[12].

## Récompenses
- 1992 : Christina Stead Prize for Fiction (Australie).
- 1992 : Independent Foreign Fiction Prize (Royaume-Uni)[13].